# Liparis oligantha
Liparis oligantha är en orkidéart som beskrevs av Rudolf Schlechter. Liparis oligantha ingår i släktet gulyxnen, och familjen orkidéer. Inga underarter finns listade i Catalogue of Life.